# Carcelén (Albacete)
Carcelén ist ein Ort und eine Gemeinde (municipio) mit 487 Einwohnern (Stand: 2024) im Osten der Provinz Albacete in der Autonomen Region Kastilien-La Mancha im Südosten Spaniens. Sie ist Teil der Comarca La Manchuela. Neben dem Hauptort Carcelén gehört der Weiler Casas de Juan Gil zur Gemeinde.

## Lage und Klima
Carcelén liegt etwa 58 Kilometer (Fahrtstrecke) ostnordöstlich der Provinzhauptstadt Albacete in einer Höhe von ca. 900 m. Im nordöstlichen Gemeindegebiet liegt der Flugplatz Aérodromo de Casas de Juan Gil. Das Klima im Winter ist gemäßigt, im Sommer dagegen warm bis heiß; die eher geringen Niederschlagsmengen (ca. 460 mm/Jahr) fallen – mit Ausnahme der nahezu regenlosen Sommermonate – verteilt übers ganze Jahr.

## Bevölkerungsentwicklung
| Jahr      | 1970 | 1981 | 1991 | 2001 | 2011 | 2021 |
| Einwohner | 1217 | 946  | 790  | 648  | 633  | 500  |

## Sehenswürdigkeiten

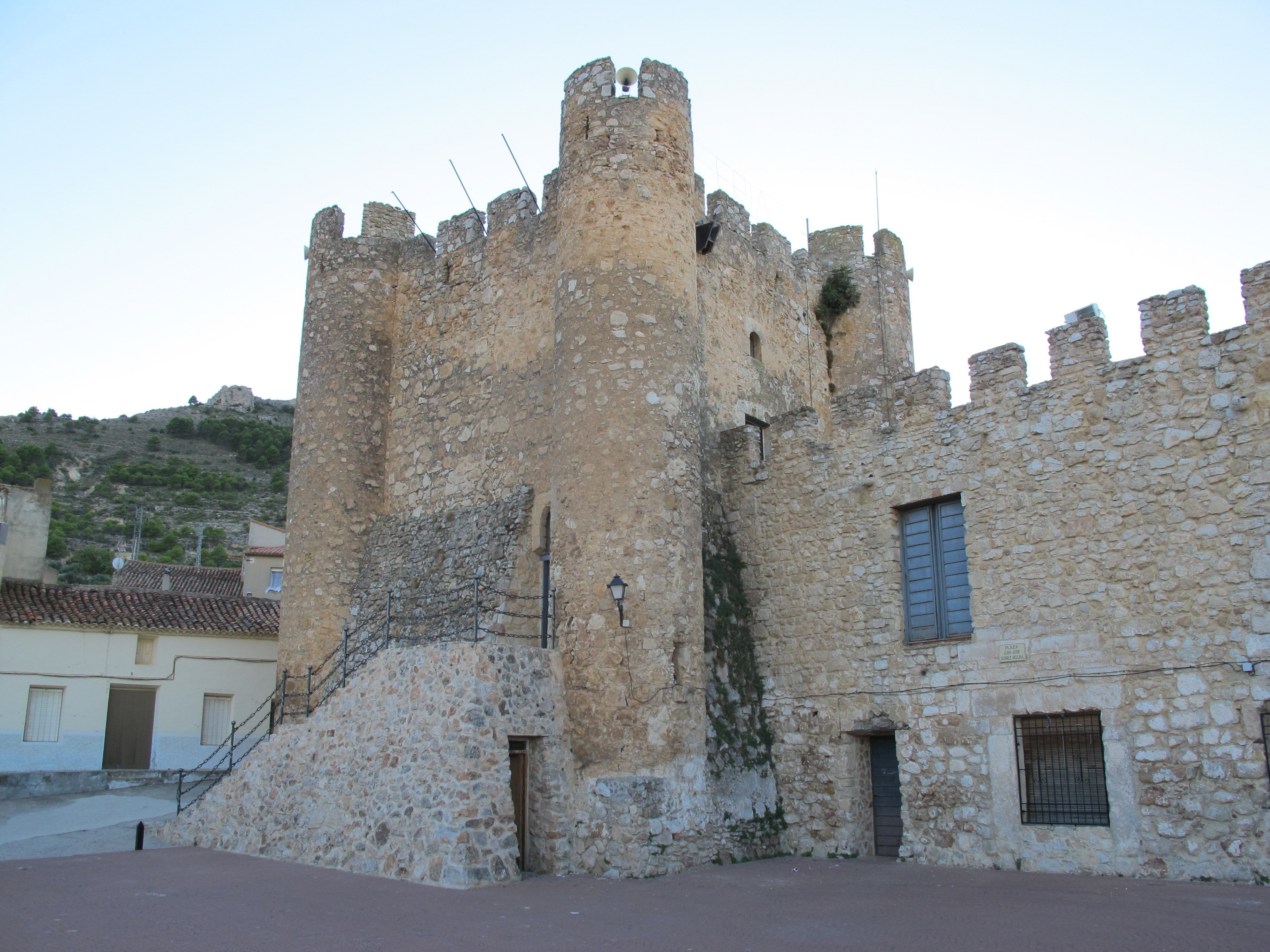
Burg der Grafen von Casal
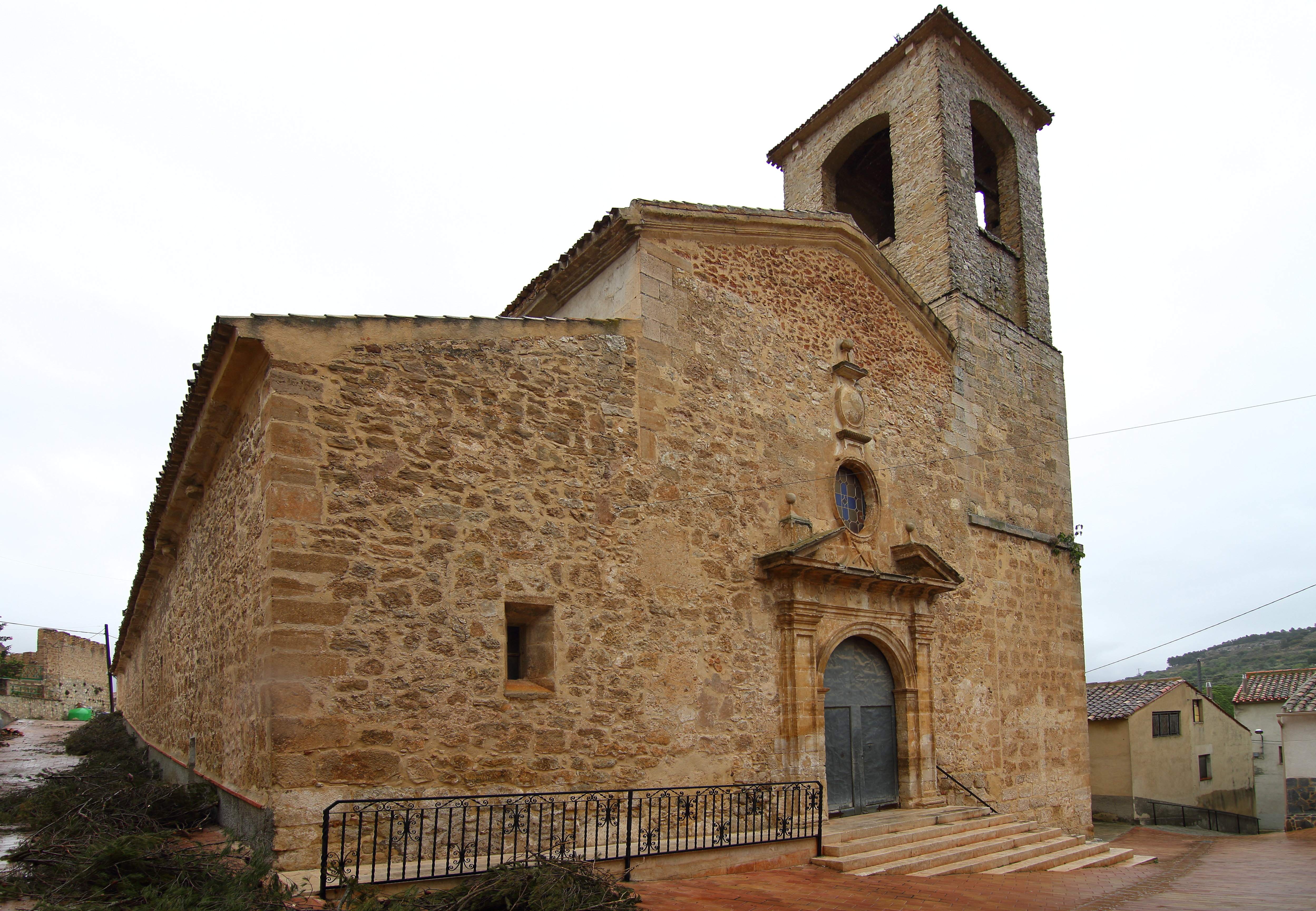
Andreaskirche

- Andreaskirche (Iglesia de San Andrés Apóstol)
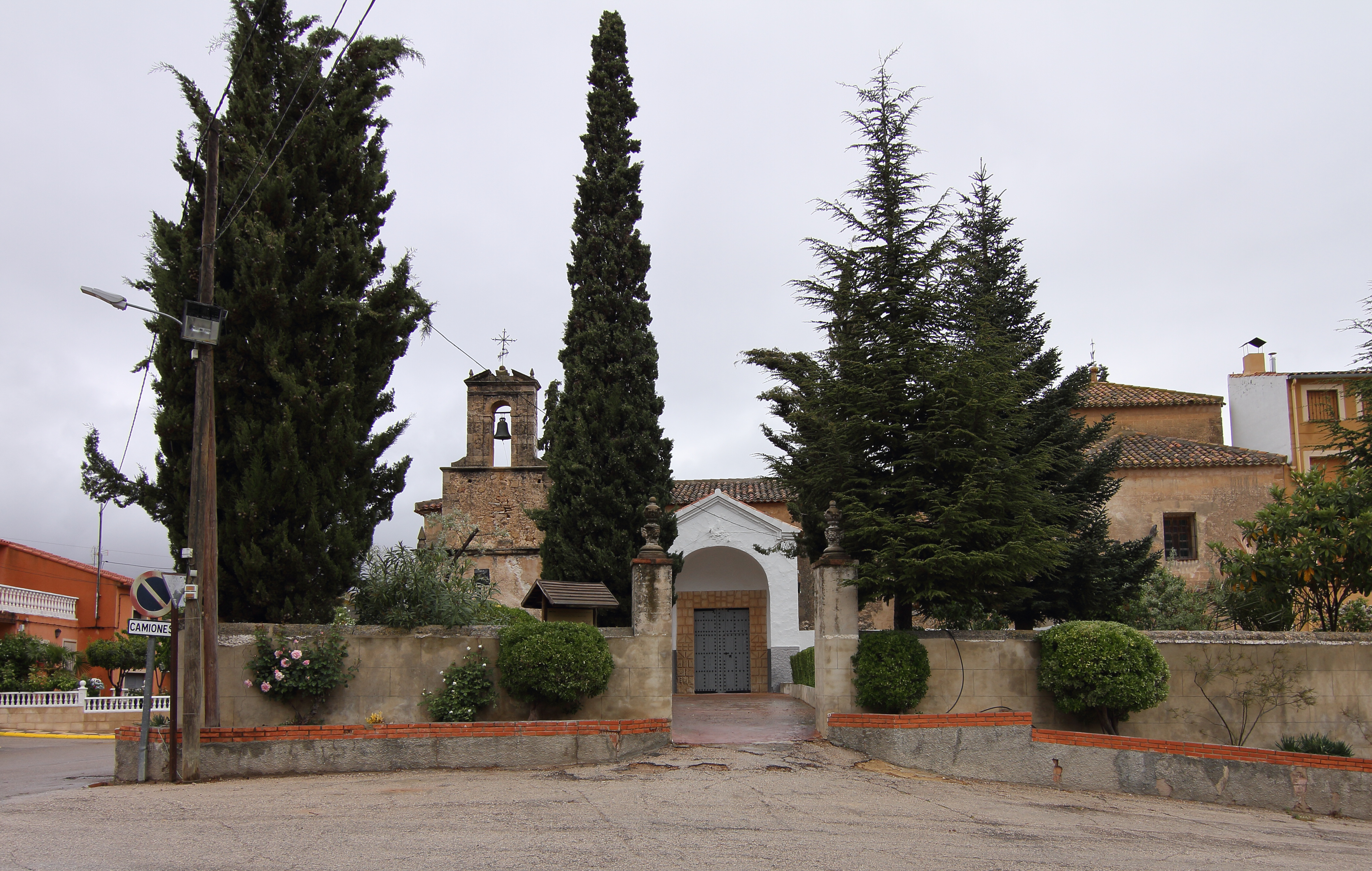
Christuskapelle
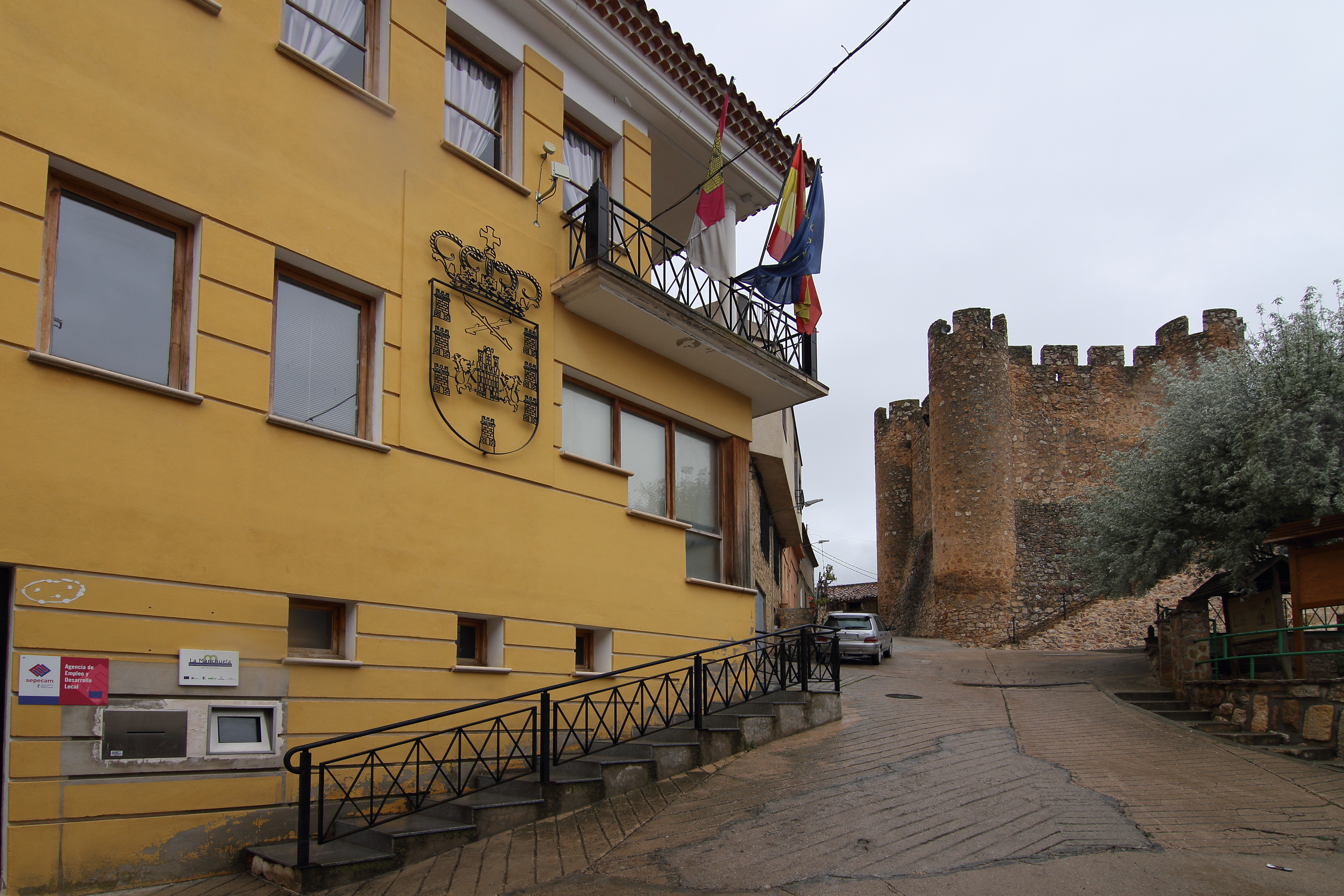
Rathaus

- Burg der Grafen von Casal
- Andreaskirche
- Christuskapelle
- Rathaus

## Persönlichkeiten
- Juan José Gómez Molina (1943–2007), Maler